# Joan Kaisser Guasch
Joan Kaisser Guasch (Reus, 20 d'abril de 1861 - 1930) va ser un músic i compositor català. La grafia original del cognom era Caiser.
Va estudiar solfeig amb el mestre de capella Victorí Agustí i piano amb Ramon Vilanova. Es traslladà a Barcelona quan va guanyar unes oposicions a registrador de la propietat, però seguí estudiant música amb Eduard Amigó i amb Felip Pedrell. Compongué diverses obres per a piano, per a instruments de corda i per a corals a cappella. Va treballar en temes de música popular i va escriure crítiques de teatre i musicals a la premsa reusenca (Lo Somatent, La Veu del Camp) i a la Ilustración Musical Hispano-Americana de Barcelona. Aquesta revista va publicar una nota biogràfica i musicològica sobre ell al núm 65 d'octubre de 1890. Algunes obres seves són: "Salve Regina", premiada a València per l'Ateneu Obrer, "Fantasia para piano", la balada "Fada d'amor", el vals "Loló-Lola", i les composicions "Nit estrellada", "la Primavera", "lo Niu desert", "Sospira", i altres.